# Experiments in the Revival of Organisms
Experiments in the Revival of Organisms es un documental de 1940 dirigido por D.I. Yashin. La cinta registra una serie de experimentos realizados en la Unión Soviética, encaminados a revivir organismos que se encontraban clínicamente muertos. Los experimentos mostrados en el documental fueron realizados en 1939, en el Instituto de Fisiología Experimental y Terapia de la Unión Soviética. El estudio fue supervisado por el doctor en medicina Serguéi Briujonenko. El filme forma parte de los Archivos Prelinger y se encuentra en el dominio público.

## Descripción
El documental es presentado y narrado por el científico británico John Burdon Sanderson Haldane. En el filme se muestran una serie de experimentos realizados en la Unión Soviética, que pretendían revivir organismos que se encontraban clínicamente muertos a través de mecanismos artificiales de circulación de sangre y oxígeno. El primer experimento consiste en un corazón que fue extraído de un perro; el órgano se muestra en funcionamiento a pesar de estar separado del cuerpo del animal, gracias a un mecanismo que bombea la sangre de forma artificial. El siguiente experimento consiste en un pulmón que se mantienen en funcionamiento a través de métodos similares.
A través de una secuencia animada, se explica que el mecanismo también puede ser utilizado para mantener viva la cabeza de un perro. La escena da paso a imágenes del experimento llevado a cabo con la cabeza de dicho animal, la cual se menciona ha permanecido en funcionamiento durante horas y reacciona ante estímulos externos.
Posteriormente se muestra una máquina denominada "autojector", que no pretende revivir órganos aislados, sino el organismo completo de un animal. El mecanismo busca reemplazar artificialmente las funciones del corazón y los pulmones, bombeando la sangre que el organismo necesita. El experimento se lleva a cabo en un perro, que es sedado. Los científicos drenan la sangre del animal hasta que su corazón deja de latir. La máquina es conectada a las arterias y venas del perro, comenzando a funcionar tras diez minutos de la muerte del animal. La sangre que fue drenada del perro vuelve a ingresar a su organismo a través de la máquina, lo que provoca que su corazón funcione nuevamente. Una vez que la respiración y pulso del animal vuelven a niveles normales, los científicos detienen la máquina. Las siguientes escenas muestran cómo el perro se recupera tras algunos días de reposo.
Durante los últimos minutos se explica que el experimento fue repetido de forma exitosa en otros perros, que no resultaron dañados por el procedimiento.

## Recepción
En 1943, el documental fue exhibido en Manhattan a aproximadamente mil científicos estadounidenses. Según la revista Time, los científicos presentes señalaron que "este trabajo puede mover muchas supuestas imposibilidades biológicas al campo de lo posible".
Sin embargo, la veracidad del documental también ha sido cuestionada. Phil Hall del sitio web Film Threat sostuvo que Experiments in the Revival of Organisms "es imposible de mirar sin darse cuenta de que el filme no es más que una ostensible propaganda fraudulenta". Según Hall:

"En ningún momento de la película muestran los tubos del autojector conectados a la cabeza del perro. La película utiliza animación para mostrar cómo el bombeo de sangre oxigenada de la máquina mantiene la cabeza viva; la verdadera cabeza es filmada en un primer plano muy estrecho y se hace en un ángulo extraño, lo que sugiere que el cuerpo del perro está escondido debajo de la superficie de la mesa".